# Asian Super Cup

Das Logo des Asian Super Cup

Der Asian Super Cup war ein asiatischer Vereinsfußballwettbewerb, der von 1995 bis 2002 zwischen den jährlichen Siegern des Asian Club Championship und des Asian Cup Winners’ Cup ausgetragen und von der Asian Football Confederation (AFC) organisiert wurde.
Er war vergleichbar mit dem UEFA Super Cup oder der südamerikanischen Recopa.
2003 kam es im asiatischen Klubfußball zu weitreichenden Umstrukturierungen in deren Zuge beide bisherigen Qualifikationswettbewerbe zur AFC Champions League zusammengeschlossen wurden, wobei diese nur noch den Klubs aus den stärksten Verbänden Asiens offensteht. Die nächstbesten Verbände entsenden ihre Teilnehmer in den AFC Cup, für „fußballerische Entwicklungsländer“ ist der AFC President’s Cup gedacht. Die Ausspielung eines Supercups war also überflüssig geworden. Diese Maßnahme war Teil des vom AFC vorgestellten Plans Vision Asia, mit dem man versuchte, den enormen Entwicklungsunterschieden innerhalb des Kontinents Rechnung zu tragen und den Zerfall des Verbandes in verschiedene Interessensphären zu verhindern.
Der Wettbewerb wurde jeweils in Hin- und Rückspiel ausgetragen. Bestand in der Addition beider Partien Torgleichstand galt die Auswärtstorregel, war auch deren Anzahl gleich gab es nach Ende der regulären Spielzeit im Rückspiel Verlängerung und ggf. Elfmeterschießen.

## Die Spiele und Sieger
Bei den acht Austragungen konnte sich fünf Mal der Vertreter des Landesmeister- und drei Mal der des Pokalsieger-Wettbewerbs durchsetzen.
| Jahr | Spielpaarung (Sieger fettgedruckt) | Spielpaarung (Sieger fettgedruckt) | Spielpaarung (Sieger fettgedruckt) |
| ---- | ---------------------------------- | ---------------------------------- | ---------------------------------- |
| Jahr | Sieger Asian Club Championship     | Ergebnisse                         | Sieger Asian Cup Winners’ Cup      |
| 1995 | Thai Farmers Bank FC               | 1:1 / 2:3                          | Yokohama Flügels                   |
| 1996 | Ilhwa Chunma                       | 5:3 / 1:0                          | Bellmare Hiratsuka                 |
| 1997 | Pohang Steelers                    | 0:1 / 1:1                          | Al-Hilal                           |
| 1998 | Pohang Steelers                    | 1:1 / 0:0 (a)                      | al-Nassr FC                        |
| 1999 | Júbilo Iwata                       | 1:0 / 1:2 (a)                      | Ittihad FC                         |
| 2000 | Al-Hilal                           | 2:1 / 1:1                          | Shimizu S-Pulse                    |
| 2001 | Suwon Samsung Bluewings            | 2:2 / 2:1                          | Al-Shabab                          |
| 2002 | Suwon Samsung Bluewings            | 1:0 / 0:1 n. V., 4:2 i. E.         | Al-Hilal                           |